# Szipál Márton
Szipál Márton, külföldön: Martin Szipál, művésznevén: Martin S. Martin (Szolnok, 1924. május 6. – Budapest, 2016. április 26.) magyar-amerikai fotóművész.

## Életpályája
Édesapja Szipál Márton Károly udvari fényképészmester volt, édesanyja Szepessy Karolin Margit. Debrecenben töltötte gyermekkorát és fiatalkorát, majd Budapesten telepedett le. A fotózást Münchenben tanulta, 1942-ben tett mestervizsgát. A második világháború alatt pilóta volt, később hadifogságba került. 
1946-ban nyitotta meg első üzletét Debrecenben. 1953-ban tagja lett a Budapesti Fényképész Szövetkezetnek, 1954-ben alapító tagja a Debreceni Művészfényképészek Szövetségének, 1956-ban pedig a Magyar Fotóművészek Szövetségének. 
1956-ban emigrált, az Amerikai Egyesült Államokba költözött, ahol keresett fotós lett belőle. Képeit ezt megelőzően kiküldte egy Münchenben megrendezett nemzetközi kiállításra, ahol 1000 dollárral honorálták műveit. Ezután Hollywood felé vette az irányt, s négy évtizeden keresztül fényképezett filmsztárokat, többek között John Wayne-t, Tommy Lee Jones-t, Leslie Nielsent, Tracy Nelsont, Charlene Tiltont, Margaux Hemingway-t, Timothy Huttont, Priscilla Presley-t illetve Kareem Abdul-Jabbart. 1997-ben tért vissza Magyarországra, azóta itt élt, fotósújságok munkatársaként dolgozott és tanított. Több hazai és nemzetközi pályázaton nyert díjat. Munkáit a kecskeméti Magyar Fotográfiai Múzeum őrzi. 
2016. április 26-án délután érte a halál Falk Miksa utcai otthonában. Halála után került mozikba Politzer Péter Férfikor című filmje, amelynek az egyik főszereplője volt.

## Díjai, elismerései
- 1955: magyar fotópályázat, aranyérem
- 1956: Müncheni Fotópályázat, aranyérem
- az Angol Évkönyvben a világon a legtöbbet kiállított és díjazott fotográfusok között volt feltüntetve, megkapta az AFIAP címet (The International Federation of Photographic Art)
- 1973: az Art directorok kiállításának díjnyertese (Bobby Womack albumának borítója és óriásplakátja)
- 2009: Debrecen, Kölcsey-díj

## Emlékezete
- Nevét viseli az 546471 Szipál kisbolygó[7]
- Születésének 101. évfordulója alkalmából emlékév indult. Eletmű-kiállítás nyílt Debrecenben a Modern és Kortárs Művészeti Központban (MODEM) Szipál 101 – Fény-Élet-Örökség címmel[8]

## Kiadványok
- 1997: Martin, The Hollywood Years DVD, több mint 400 kép és másfél órás interjú (Panda Digital Corp., Los Angeles)
- 2004: Sztárok sztárfotós szemmel (Budapest, Hanga Kiadó)